# あなたと日テレ
『あなたと日テレ』（あなたとにっテレ）は、日本テレビ（関東ローカル）で1997年1月12日から2012年9月30日まで放送された自己批評・検証番組である。

## 番組概要
日本テレビに対する視聴者の様々な苦情や意見・要望などに耳を傾け、今後の日本テレビの番組制作に役立てていくことを目的に放送されている。このような自己検証・自己批評番組は日本テレビ以外の他局でも設定され、フジテレビでは『週刊フジテレビ批評』（民放初の自己検証・自己批評番組）として毎週土曜日に放送、テレビ朝日では『はい!テレビ朝日です』として隔週日曜日、TBSでは「TBSレビュー」を隔週日曜日に放送している。
現在は、毎週日曜5:45 - 6:00（JST）に放送されており、BPO（放送倫理・番組向上機構）関連のお知らせCMを除き、一般的なCMは放送されない。
2010年3月28日までは5:30 - 5:45（JST）に放送されていた。
番組は、その放送内容は実際に放送された内容を再現して、第1回から全て番組WEBサイトに掲載されている。

## 番組内容
本編の放送時間が13分間程度しかないため、番組内容は中心となる1つのテーマと、日本テレビからの告知事項、日本テレビへの意見・要望の受付先の告知の順からなる。
中心となるテーマは以下に挙げるものが多い。
視聴者の声
日本テレビ視聴者サービスセンターに寄せられた意見の代表的なものを紹介する。毎月の統計が番組別、内容別に提示される。
ゲスト（たいてい、日本テレビ放送番組審議会委員が出演）の意見、最近のテレビ観についても聞く。
番組への意見
最近放送開始となった新番組について、番組の概要を紹介し、街頭インタビューVTRを交えて、視聴者の意見・要望を取り上げていく。
番組制作者（番組プロデューサー、ディレクターが多い）をゲストに迎え、番組の企画意図や制作サイドの考え方、今後の方針について伝える。
プロ野球中継や、箱根駅伝中継、24時間テレビなど、定期的・季節的な番組についても同様に取り上げることがある。
新番組のマニフェスト
ドラマ、バラエティ番組、情報番組、報道番組など新番組のプロデューサーまたはディレクターが出演し、番組の企画意図を説明する。
日本テレビ放送番組審議会 審議報告
日本テレビ放送番組審議会の審議内容について報告する。原則として、放送番組審議会委員の生の声をVTRで放送している。（番組WEBサイトでは、委員の名前は伏せられている）
日本テレビ放送番組審議会委員のテレビ観
日本テレビ放送番組審議会委員をゲストに迎え、委員のテレビ観について、ニュース・報道、ワイドショー、ドラマ、バラエティー番組の4項目に分けて聞いていく。
また、天気予報に関する疑問やワイドショー番組に対する疑問・意見、日本テレビ番組モニター制度や日テレフォーラム、BPO関連の発表事項や地上デジタル放送の進捗などテレビ界・放送界に関する内容が中心のテーマとなることがある。
毎年年頭の放送では、日本テレビ社長が年頭のあいさつとして、昨年の状況と今年の方針について語る。
毎年年末の放送では、日本テレビ放送番組審議会委員長が、1年間の番組審議会での審議活動を総括する。

## 視聴率買収事件以降の対応
2003年10月に日本テレビ社員による視聴率買収事件が発覚した。この不祥事を受け、2003年10月26日放送は内容を急遽変更し、日本テレビ代表取締役COO・社長（当時）萩原敏雄による緊急記者会見（2003年10月24日実施）の模様を放送。番組オープニングVTRを除きBGMは一切なく、番組の終わりで司会のアナウンサーが謝罪する異例の事態となった。
以降、放送番組審議会で不祥事に関した審議の報告や、「視聴率操作」調査委員会の報告、新しい番組評価基準を考える会の報告など、不祥事への対応について、番組内で逐一報告された。
2004年10月以降、日本テレビで放送される新番組については、番組制作責任者が「あなたと日テレ」にて番組の企画意図と方針（「マニフェスト」）について意見表明することが義務づけられた。

## 司会
| 期間      | 期間       | 司会者     | 司会者     |
| --------- | ---------- | ---------- | ---------- |
| 1997.1.12 | 1997.6.1   | 舛方勝宏   | 山王丸和恵 |
| 1997.6.8  | 1997.12.28 | 小川光明   | 山王丸和恵 |
| 1998.1.4  | 1998.4.5   | 松永二三男 | 山王丸和恵 |
| 1998.4.12 | 1999.6.6   | 金子茂     | 山王丸和恵 |
| 1999.6.13 | 2003.3.30  | 村山喜彦   | 山王丸和恵 |
| 2003.4.6  | 2005.3.27  | 村山喜彦   | 古市幸子   |
| 2005.4.3  | 2006.9.24  | 村山喜彦   | 山下美穂子 |
| 2006.10.1 | 2011.3.27  | 鷹西美佳   | 寺島淳司   |
| 2011.4.3  | 2012.9.30  | 鷹西美佳   | 菅谷大介   |

- 全員日本テレビアナウンサー（一部の人物は当時）。
- 山王丸は1998年4月以降、直後に放送される『皇室日記』（現在は6:30に移動）にも連続で出演していた。
- 鷹西は2010年12月よりコンプライアンス推進室番組審議会事務局長に就任後も、本番組への出演は継続していた。

## 備考
- 2011年3月13日は『NNN緊急特番 東日本大震災』放送のため休止となった。